# Армійська група «Нарва»
Армі́йська гру́па «Нарва» (нім. Armeegruppe Narwa з травня 1944 Armee-Abteilung Narwa) — оперативне об'єднання Вермахту, армійська група в роки Другої світової війни.

## Історія
Армійська група «Нарва» була створена 23 лютого 1944 шляхом перейменування групи Шпонгеймера (нім. Gruppe Sponheimer), що діяла на нарвському напрямку з 27 січня 1944. 25 вересня 1944 армійська група була переформована на армійську групу «Грассер».

## Райони бойових дій
- Східний фронт (північний напрямок) (23 лютого — 25 вересня 1944)

## Командування

### Командувачі
- генерал від інфантерії Отто Шпонгеймер (нім. Otto Sponheimer) (27 січня — 23 лютого 1944);
- генерал від інфантерії Йоганнес Фріснер (нім. Johannes Frießner) (23 лютого — 3 липня 1944);
- генерал від інфантерії Антон Грассер (нім. Anton Grasser) (3 липня — 25 вересня 1944).

## Бойовий склад армійської групи «Нарва»
Формування управління, забезпечення та підтримки
- 113-те головне артилерійське командування (HArko 113),
- 454-й корпусний батальйон зв'язку (Korps-Nachrichten-Abteilung 454);
- 454-й батальйон постачання (Nachschub-Bataillon 454).

- 3-й танковий корпус СС (III. SS-Panzerkorps);
- 43-й армійський корпус (XXXXIII. Armeekorps);
- 26-й армійський корпус (XXVI. Armeekorps);
- 61-ша піхотна дивізія (61. Infanterie-Division);
- 122-га піхотна дивізія (122. Infanterie-Division);
- 170-та піхотна дивізія (170. Infanterie-Division);
- 2-га зенітна дивізія (2. Flak-Division);
- 285-та дивізія охорони (285. Sicherungs-Division).
- група Берлін (Gruppe Berlin).

- 3-й танковий корпус СС;
- 43-й армійський корпус;
- 26-й армійський корпус;

- 3-й танковий корпус СС;
- 43-й армійський корпус;
- 26-й армійський корпус;
- 227-ма піхотна дивізія (227. Infanterie-Division);
- 285-та дивізія охорони.

- 3-й танковий корпус СС;
- 43-й армійський корпус;
- 26-й армійський корпус;
- 61-ша піхотна дивізія;
- 2-га зенітна дивізія;
- 285-та дивізія охорони.

- 3-й танковий корпус СС;
- 43-й армійський корпус;
- 285-та дивізія охорони.

- 3-й танковий корпус СС;
- 2-й армійський корпус (II. Armeekorps).